# Villa Di Breme Gualdoni Forno
Villa Di Breme Gualdoni Forno è una villa nobiliare settecentesca di Cinisello Balsamo, successivamente rimaneggiata agli inizi dell'Ottocento. Inserita all'interno della porzione occidentale dell'abitato storico del comune di Balsamo, si trova alla convergenza tra la via Diaz e la via Martinelli, non distante dal santuario di San Martino.

## Storia

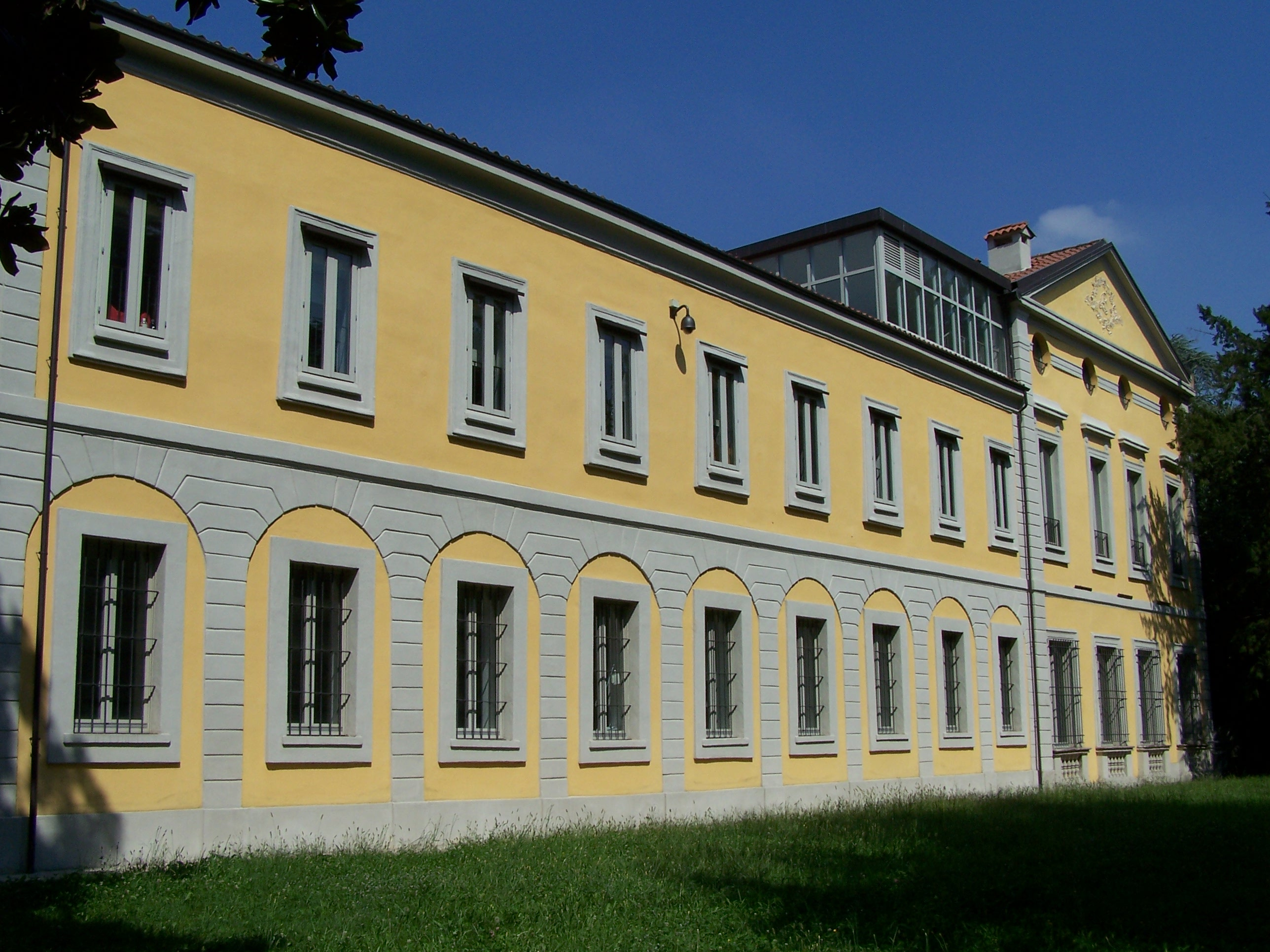
Villa di Breme Forno

L'edificio attuale risale agli anni settanta del XVIII secolo, edificato su una preesistenza dalla forma allungata, riscontrabile nel Catasto Teresiano come proprietà rurale di Filippo Archinto. Lo schema odierno è invece a ferro di cavallo irregolare, in cui il corpo padronale - con il portico a cinque fornici architravato orientato a ovest - sovrasta le più basse ali laterali. La villa si presenta con tratti marcatamente neoclassici, dovuti al rinnovamento stilistico avvenuto tra il 1808 e il 1814 per volere del marchese Ludovico di Breme, suo proprietario agli inizi del secolo. Fra gli interventi più significativi vi è - sul fronte esposto a mezzogiorno - l'inserimento di un timpano sopralzato, al cui interno è collocato il fregio con le iniziali ABG (dal nome completo del marchese, Ludovico Arborio Gattinara di Breme).
Diversi furono in seguito i passaggi di proprietà del complesso: nel 1904 esso risulta di proprietà di Carlo Martinelli, allora sindaco di Balsamo; già due anni dopo, nel 1906 passa invece alla famiglia Gualdoni, che ne realizza alloggi d'affitto, frammentandone gli spazi e stravolgendone l'aspetto interiore. A questo periodo risale l'inserimento di una nuova scala di collegamento fra il primo e il secondo piano e di nuovi piani ammezzati, con un'obbligata riconfigurazione delle luci.
Dopo decenni contraddistinti da un uso improprio e dall'abbandono, la villa viene infine acquisita dall'amministrazione comunale nel 1999, che ne avvia un'opera di restauro e recupero. A livello architettonico d'esterni, i lavori vedono l'inserimento di volumi tecnici sul tetto e di due superfici vetrate a mansarda, poste l'una sul corpo centrale, l'altra sull'ala meridionale. Restituito alla cittadinanza e inaugurato ufficialmente il 24 aprile 2009 alla presenza delle autorità locali, il complesso viene destinato a polo d'alta formazione dell'Università della Bicocca, che lo identifica come edificio U46. La villa è rimasta in concessione all'Università Bicocca fino al 2021.
Dell'originario parco all'inglese annesso verso sud alla villa è rimasta una porzione estremamente ridotta; invariato nelle dimensioni risulta invece il giardino antistante. Entrambi, divenuti oggi pubblici, sono dedicati agli uomini della scorta di Giovanni Falcone e Paolo Borsellino morti nelle stragi di Capaci e di via D'Amelio: a tal proposito il parco è detto degli Angeli.